# Ännu sitter Tuvstarr kvar och ser ner i vattnet
Ännu sitter Tuvstarr kvar och ser ner i vattnet är en akvarell av John Bauer från 1913.
Målningen publicerades i sagosamlingen Bland tomtar och troll 1913 som en illustration till Sagan om älgtjuren Skutt och lilla prinsessan Tuvstarr av Helge Kjellin. Den avbildar sagoprinsessan Tuvstarr sittande vid stranden av en skogstjärn. Hon har gett sig ut i världen under beskydd av älgtjuren Skutt. Han varnar Tuvstarr än för det ena, än för det andra. Ute i skogen har skogsrået tagit hennes kläder och älvorna hennes prinsesskrona. Hon har släppt sitt hjärta av guld i tjärnen och sitter sedan och tittar undrande ned i vattnet.
John Bauer illustrerade under flera år den av Åhlén & Åkerlunds Förlag AB från 1907 varje jul utgivna sagosamlingen Bland tomtar och troll. Modellen för Tuvstarr är möjligen John Bauers fru Ester Ellqvist, som ofta satt modell för hans målningar.

## Proveniens
Målningen köptes av Malmö stad 1914.